# Port lotniczy Paraná
Port lotniczy Paraná (IATA: PRA, ICAO: SAAP) – port lotniczy położony 7,5 km na południowy wschód od Parany, w prowincji Entre Ríos, w Argentynie. Lotnisko posiada powierzchnię 425 ha i jest zarządzane przez Aeropuertos Argentina 2000 S.A.
Lotnisko jest nazwane na cześć Justo José de Urquiza, prezydenta Konfederacji Argentyńskiej w latach 1854-60.

## Linie lotnicze i połączenia
- Aerolíneas Argentinas (Buenos Aires-Jorge Newbery)